# Huỳnh Dịch (diễn viên)
Huỳnh Dịch hay Hoàng Dịch (chữ Hán: 黄奕; sinh ngày 13 tháng 9 năm 1979) là nữ diễn viên, ca sĩ Trung Quốc được biết đến với vai Lý Ngọc Hồ trong Lên nhầm kiệu hoa, được chồng như ý, Tiểu Yến Tử trong Hoàn Châu Cách Cách phần 3 và Du Tú Liên trong Ngọa Hổ Tàng Long

## Phim

### Điện ảnh
| Năm  | Tên                                     | Vai                             |
| ---- | --------------------------------------- | ------------------------------- |
| 1999 | Cuồng Nhĩ Phong Vị 为你疯狂             | Reporter                        |
| 2000 | Tân Thập Tự Nhai Đầu 新十字街头         | Xie Lingling                    |
| 2000 | Khẩn Cấp Bách Hàng 紧急迫降             | Nữ tiếp viên                    |
| 2004 | Ca Vũ Kĩ Đinh Án Nội Nhân歌舞伎町案内人 | Lili                            |
| 2004 | Lục Tráng Sĩ六壮士                      | Baobei                          |
| 2005 | Trường Hận Ca 长恨歌                    | Vương Vi VI                     |
| 2006 | Ngô Thanh Nguyên 吳清源                 | Wu Qingyuan's sister            |
| 2007 | Tân Trung Liệt Đồ 新忠烈图              | A'zhu                           |
| 2007 | Huynh Đệ兄弟                            | Chong Ching                     |
| 2008 | Thập Toàn Cửu Mĩ十全九美                | Tang Xiaodie                    |
| 2008 | Đãng Khấu 荡寇                          | Ocho                            |
| 2009 | Quật Cường La Bốc倔强萝卜               | Triệu Việt                      |
| 2010 | Việt Quang Bảo Hạp 越光宝盒             | Tiểu Kiều                       |
| 2010 | Diệp Vấn Tiền Truyện 叶问前传           | Trương Vĩnh Thành               |
| 2010 | Hi Du Kí 嘻游记                         | Thiết Chưởng Quỹ                |
| 2010 | Luôn Có Anh Bên Đời 一路有你            | Lục Nhân                        |
| 2011 | Tiêm Thập Xuất Kích 歼十出击            | Liễu Kì                         |
| 2011 | Quán Trọ Thần Tài 财神客栈              | Hoả Long Nữ (Diễn viên múa lửa) |
| 2011 | Thiết Thính Phong Vân 2 竊聽風雲2       | Emily                           |
| 2011 | Thu Cẩn 秋瑾                            | Thu Cẩn                         |
| 2011 | Đông Thành Tây Tựu 2011 东成西就2011    | Phương Gia Bảo                  |
| 2012 | Cao Hải Bạt Chi Luyến 2 高海拔之恋II    | Ba Ba Lạp                       |
| 2012 | Exchange                                |                                 |
| 2012 | Vui Tung Trời 乐翻天                    | Bạn gái Mạnh Kinh Hoa           |
| 2012 | The Next 11 Days                        |                                 |
| 2013 | Độc Chiến 毒戰                          | Dương Tiểu Bối                  |
| 2013 | Thần Kỳ 神奇                            | Hoạt láo viên Bóng Rổ           |
| 2014 | Thiên Tiên Kỳ Hiệp 大话天仙             | Tuyết Cô                        |
| 2014 | Thiết Thính Phong Vân 3 竊聽風雲3       | Vợ Lục Vĩnh Phú                 |
| 2015 | Silently Love 默守那份情                | Tắc Phúc Cầm                    |
| 2016 | Quốc Tửu 国酒                           | Trình Ngọc Bình                 |

### Truyền hình
| Năm  | Tên                                                                | Vai                                          |
| ---- | ------------------------------------------------------------------ | -------------------------------------------- |
| 1999 | Nhi Nữ Anh Hùng Truyện 儿女英雄传                                  | Vĩnh Lại Xuyên Anh Tử                        |
| 1999 | Thế Kỉ Nhân Sinh 世纪人生                                          | Hạ Quốc Tú                                   |
| 2000 | Đoạt Mệnh Võng Lạc 夺命网络                                        | Tô Khiết                                     |
| 2000 | Nhân Sinh Hữu Mộng 人生有梦                                        | Trương Đồng                                  |
| 2000 | Lên Nhầm Kiệu Hoa, Được Chống Như Ý上错花轿嫁对郎                  | Lý Ngọc Hồ                                   |
| 2000 | Ngọa Hổ Tàng Long卧虎藏龙                                          | Du Tú Kiên                                   |
| 2001 | Đô thị Lệ Nhân Hành 都市丽人行                                     | Văn An                                       |
| 2001 | Tân Nữ Phò Mã 新女驸马                                             | Phúng Tố Trinh                               |
| 2001 | Kì Tích: Mĩ Mộng Thành Chân 奇迹—美梦成真                          | Zhao Meimeng                                 |
| 2001 | Đố Kị 妒忌                                                         | Yu Haiyan                                    |
| 2001 | Thương Thương Nhi Nữ Đáo Giang Hồ 锵锵儿女到江湖                   | Phương Tri Xuân                              |
| 2002 | Thiếu Lâm Võ Vương少林武王                                         | Oa Nữ                                        |
| 2002 | Hữu Tình Hữa Nghĩa 有情有义                                        | Zhou Ying                                    |
| 2002 | Long Phượng Kì Duyên 龙凤奇缘                                      | Tiêu quý nhân / Phú Sát hoàng hậu (thời trẻ) |
| 2002 | Thế Kỉ Mạt Đích Vãn Chung 世纪末的晚钟                             | Thẩm Tiểu Lộ                                 |
| 2002 | 'Hoàn Châu Cách Cách 3: Thiên Thượng Nhân Gian' 还珠格格之天上人间 | Tiểu Yến Tử                                  |
| 2002 | Thiên Thạch Truyền Thuyết 天石传说                                 | Trương Trương                                |
| 2004 | Mạt Đại Hoàng Phi 末代皇妃                                         | Uyển Dung                                    |
| 2005 | Phong Vân II 风云2                                                 | Đệ Nhị Mộng                                  |
| 2005 | Trường Hận Ca 长恨歌                                               | young Wang Qiyao                             |
| 2005 | Acquired Beauty后天美女                                            | Chen Mei                                     |
| 2005 | Phoenix from the Ashes浴火凤凰                                     | Duan Shengnan                                |
| 2005 | Love at Apart a Moment爱，在离别时                                 | Tang Beiling                                 |
| 2006 | Phấn Lĩnh Nhất Tộc 粉领一族                                        | Mễ Tuyết                                     |
| 2006 | Cung Đình Họa Sư Lang Thế Ninh 宫廷画师郎世宁                      | Lữ Tứ Nương                                  |
| 2007 | Gia 家                                                             | Lý Thuỵ Giác                                 |
| 2007 | Thu Hải Đường 秋海棠                                               | Luo Xiangqi                                  |
| 2008 | Stage of Youth青春舞台                                             | Tian Momo                                    |
| 2009 | Bong Bóng Mùa Hè 泡沫之夏                                          | mẹ Lạc Hi                                    |
| 2009 | Hạnh Phúc Đích Hoàn Mỹĩ幸福的完美                                  | Lý Tĩnh                                      |
| 2010 | Sơn Gian Linh Hưởng Mã Bang Lai 山间铃响马帮来                     | Công chúa Nha Đoá                            |

|2020
|Đương gia chủ mẫu
|Tào Phu Nhân (vợ của Tào Tri Phủ)
|}

## Âm nhạc

### Album
| Năm  | Tiêu đề                              | Loại    | Ghi chú                                                   |
| ---- | ------------------------------------ | ------- | --------------------------------------------------------- |
| 2003 | 只要有你 (Only You)                  | Đĩa đơn | Nhạc phim "Hoàn Châu Cách Cách 3: Thiên Thượng Nhân Gian" |
| 2005 | 第一个夏天 (No.1 in the World)       | Album   |                                                           |
| 2006 | 其实我爱你 (Actually I Love You)     | Đĩa đơn | Nhạc phim "The Valiant Ones New"                          |
| 2006 | 生命的骄傲 (Proud to Live)           |         |                                                           |
| 2007 | 最后的依赖 (Last Dependence)         |         | Nhạc phim "Thu Hải Đường"                                 |
| 2008 | 承诺 (Commitment)                    |         |                                                           |
| 2009 | 青春梦想 (Youthful Dreams)           | Đĩa đơn | Nhạc phim "Stage of Youth"                                |
| 2009 | 幸福在路上 (Happiness is on the Way) | Đĩa đơn | Nhạc phim "Perfect Happiness"                             |
| 2009 | 完美结局 (Perfect Ending)            | Đĩa đơn | Nhạc phim "Radish Warrior"                                |
| 2009 | 天下一家 (Only Home)                 |         |                                                           |
| 2009 | 点亮梦想 (Shiny Dream)               |         |                                                           |
| 2009 | 一路有你 (The Road Less Traveled)    |         |                                                           |
| 2010 | 相思 (Lovesick)                      |         | Nhạc phim "The Legend is Born - IP Man"                   |
| 2010 | 海上生明月 (Sea Moon)                |         |                                                           |

### Video âm nhạc
一个人走 (Walking Alone) của Hà Nhuận Đông (2009)